# シンボル (ラックライフの曲)
『シンボル』は、ラックライフのメジャー6作目のシングル。2018年5月9日にLantisから発売された。

## 概要
前作「僕ら」から約3か月振りのリリース。
表題曲「シンボル」は、テレビアニメ『食戟のソーマ 餐ノ皿「遠月列車篇」』オープニングテーマ。
今作は初の2形態(初回生産限定盤と通常盤)でリリース。初回盤はDVD付。DVDには2018年1月18日に行われた「〜Change The World TOUR〜」ツアー at 心斎橋BIGCAT ライブ映像ダイジェストが収録されている。
「自分が読んでいた作品の歌を歌えるなんて夢のようであります。嬉しい！です！憧れの週刊少年ジャンプ！」とコメントしている。

## 収録曲
（全作詞・作曲：PON、編曲：ラックライフ） 
1. シンボル
テレビアニメ『食戟のソーマ 餐ノ皿「遠月列車篇」』オープニングテーマ
2. ルーター
3. バースデー